# Stadio El Alcoraz
El Alcoraz è il principale stadio di calcio della città di Huesca, in Spagna. L'impianto ospita dal 1972 le partite casalinghe della squadra di calcio locale, l'SD Huesca, ed ha una capienza ufficiale di 7.638 posti.
Deve il suo nome alla battaglia di Alcoraz, svoltasi nel 1096 circa nei pressi dell'attuale località. Si trova nei pressi del Cerro de San Jorge.

## Storia
Durante la stagione agonistica 1971-1972 vi fu una riforma della terza divisione di calcio spagnola che prevedeva l'istituzione di quattro gruppi di Segunda División B. A questo campionato presero parte con l'SD Huesca squadre come il Real Valladolid, il Club Atlético Osasuna, il UD Salamanca e il Club Deportivo Tenerife. Per questo fu necessario costruire un nuovo campo di calcio per l'SD Huesca; quello attuale è così il terzo campo utilizzato dal club dopo lo stadio La Cabañera e lo stadio San Jorge.
Il 16 gennaio del 1972 l'El Alcoraz fu aperto ai tifosi che, nonostante la pioggia e il freddo, accorsero numerosi per assistere al derby tra l'SD Huesca e un'altra squadra della città. Dopo la benedizione del parroco e il calcio d'inizio da parte del Presidente José Maria Mur Corone, principale sostenitore del progetto dell'architetto D. Raimundo Mompradé Bamba, si svolse l'incontro, terminato con la vittoria per 2-1 degli azulgrana.
Lo stadio Alcoraz fu anche il teatro della vittoria dell'SD Huesca nella finale della Coppa di Spagna dilettanti del 1974, che il club vinse battendo per 3-0 il Deportivo Aragón.
Dagli anni duemila l'impianto è stato sottoposto a varie opere di ammodernamento. Nello stadio si sono disputate anche altre partite di rilievo, tra cui una partita della nazionale Under-21 spagnola, vittoriosa per 2-1 contro i pari età della Grecia nel giugno 2003.
Negli anni duemiladieci lo stadio è stato adeguato a standard più recenti, specie quando l'Huesca è diventata una squadra di vertice della Segunda División B, la terza serie spagnola, e dopo che, nel 2008, ha esordito in Segunda División, in cui la squadra è divenuta una presenza fissa.
Con la storica promozione dell'Huesca in Primera División, avvenuta al termine della stagione agonistica 2017-2018, la capienza dello stadio è stata portata a 7 638 posti a sedere.